# Экономические крестьяне
Экономические крестьяне — в Российской империи второй половины XVIII века категория государственных крестьян, образовавшаяся после проведения Екатериной II в 1764 году секуляризационной реформы из бывших монастырских и церковных крестьян.
Экономические крестьяне первоначально были переданы в заведование коллегии экономии (поэтому и назывались экономическими), а в 1786 году, после упразднения этой коллегии — в заведование казенных палат. Обладали личной свободой. Несли государственные повинности. Платили денежные оброки вместо барщины и натурального оброка. Общая численность экономических крестьян достигала 2 миллионов, однако уже к концу XVIII века они слились с государственными крестьянами.